# Bacúch
Bacúch (ungarisch Vacok – bis 1888 Bacuch) ist eine Gemeinde in der Mitte der Slowakei mit 894 Einwohnern (Stand 31. Dezember 2024), die zum Okres Brezno, einem Kreis des Banskobystrický kraj gehört und zur traditionellen Landschaft Horehronie gezählt wird.

## Geographie
Die Gemeinde befindet sich im oberen Teil der Tallandschaft Horehronské podolie am Bach Bacúšsky potok, der in den Hron mündet. Das 38,19 km² große Gemeindegebiet umfasst neben dem Dorf und Umland auch das Tal Bacúšska dolina in der Niederen Tatra sowie einen Teil des Veporské vrchy (Teil des Slowakischen Erzgebirges) südlich des Hron; der höchste Punkt ist der Berg Končisté (1474 m n.m.) in der Niederen Tatra. Das Ortszentrum liegt auf einer Höhe von 629 m n.m. und ist 17 Kilometer von Brezno entfernt.
Das Gemeindegebiet von Bacúch grenzt an Vyšná Boca im Norden, Polomka im Osten, Pohronská Polhora und Michalová im Süden, Brezno auf einem kurzen Stück im Südwesten, Beňuš und Braväcovo im Westen und Jarabá im Nordwesten.

## Geschichte
Die erste schriftlich Erwähnung des Gebietes stammt aus dem Jahr 1274 und zwar als silva Wazuch, also als Wald namens Wazuch. Das Geschlecht Bogomir aus Liptau erhielt in einer Urkunde das Recht, im Bach Bacúšsky potok Gold zu seifen. Saisonale Siedlungen befanden sich tief im Wald, weg vom aktuellen Standort. Danach sind aber Beweise über eine permanente Besiedlung unsicher, erst 1563 erscheint das Dorf als Bazuch, das im 15. Jahrhundert rund um Eisenerzbergwerke und Hütten, die im Besitz der Neusohler Kaufmännern Schaffer und Gaismair waren, gegründet worden war. Im Verlaufe der Zeit änderte sich das Dorf in eine Holzfäller-Siedlung. 1828 zählte man 68 Häuser und 499 Einwohner, die in Forstwirtschaft und als Flößer, Fuhrmänner und Sägearbeiter beschäftigt waren.
Bis 1918 gehörte der im Komitat Sohl liegende Ort zum Königreich Ungarn und kam danach zur Tschechoslowakei beziehungsweise heute Slowakei.

## Bevölkerung
| Jahr                | 1994 | 2004    | 2014    | 2024    |
| ------------------- | ---- | ------- | ------- | ------- |
| Anzahl der Personen | 1112 | 1030    | 973     | 894     |
| Unterschied         |      | −7,37 % | −5,53 % | −8,11 % |

| Jahr                | 2023 | 2024    |
| ------------------- | ---- | ------- |
| Anzahl der Personen | 897  | 894     |
| Unterschied         |      | −0,33 % |

Nach der Volkszählung 2011 wohnten in Bacúch 1.013 Einwohner, davon 970 Slowaken, sieben Tschechen und zwei Polen. 34 Einwohner machten keine Angaben. 849 Einwohner bekannten sich zur römisch-katholischen Kirche, 18 Einwohner zur evangelischen Kirche A. B., neun Einwohner zur griechisch-katholischen Kirche und jeweils ein Einwohner zur evangelisch-methodistischen Kirche und zur reformierten Kirche. 57 Einwohner waren konfessionslos und bei 78 Einwohnern ist die Konfession nicht ermittelt.
Ergebnisse nach der Volkszählung 2001 (1.040 Einwohner):
| Nach Ethnie: - 98,65 % Slowaken - 0,87 % Tschechen - 0,10 % Polen | Nach Konfession: - 91,73 % römisch-katholisch - 3,56 % konfessionslos - 2,50 % keine Angabe - 1,54 % evangelisch - 0,19 % griechisch-katholisch |

## Bauwerke
- römisch-katholische Josefskirche aus dem Jahr 1863